# Jean-Eudes Demaret
Jean-Eudes Demaret (Senlis, 25 de julio de 1984) es un deportista francés que compitió en ciclismo en las modalidades de montaña y ruta.
Ganó una medalla de plata en el Campeonato Mundial de Ciclismo de Montaña de 2002 y una medalla de oro en el Campeonato Europeo de Ciclismo de Montaña de 2002, ambas en la prueba de campo a través por relevos.
En carretera debutó con el equipo Cofidis en 2008, y  se especializó en las pruebas de contrarreloj. Al final de la temporada 2012 decidió poner fin a su carrera deportiva tras la disputa del Gran Premio de Fourmies.

## Palmarés

### Ciclismo de montaña
| Campeonato Mundial | Campeonato Mundial | Campeonato Mundial | Campeonato Mundial         |
| Año                | Lugar              | Medalla            | Competición                |
| ------------------ | ------------------ | ------------------ | -------------------------- |
| 2002               | Kaprun (Austria)   | Medalla de plata   | Campo a través por relevos |
| Campeonato Europeo |                    |                    |                            |
| Año                | Lugar              | Medalla            | Competición                |
| 2002               | Zúrich (Suiza)     | Medalla de oro     | Campo a través por relevos |

### Ciclismo en ruta
2006
- 2 etapas del Tour de Guadalupe

2007
- 1 etapa del Circuito de Saône-et-Loire
- 1 etapa del Tour de Poitou-Charentes

2008
- 1 etapa en el Tour de Picardie

2009
- 1 etapa de la Estrella de Bessèges
- 1 etapa del Circuito de la Sarthe

2011
- G. P. Tartu

## Resultados en Grandes Vueltas
| Carrera | Carrera         | 2008 | 2009  | 2010 | 2011 | 2012 |
| ------- | --------------- | ---- | ----- | ---- | ---- | ---- |
|         | Giro de Italia  | —    | —     | —    | —    | —    |
|         | Tour de Francia | —    | —     | —    | —    | —    |
|         | Vuelta a España | —    | 127.º | —    | —    | —    |

| —: No participó |

## Equipos
- Française des Jeux (08.2007-2008 como stagiaire)
- Cofidis (2008-2012)
  - Cofidis, le Crédit par Téléphone (2008)
  - Cofidis, le Crédit en Ligne (2009-2012)